# Вище професійне училище № 71 м. Кам'янка-Бузька
Вище професійне училище № 71 м. Кам'янка-Бузька — професійно-технічний навчальний заклад, котрий готує кваліфікованих робітників і молодших спеціалістів для таких галузей економіки: транспорт, будівництво, торгівля та громадське харчування, сільське господарство.

## Історія
Навчальний заклад засновано у 1951 році відповідно до постанови Ради Міністрів УРСР від 01.12.1950р. за № 3763 та на підставі наказу Міністерства сільського господарства УРСР № 1413 від 01.12.1950р. як Кам’янка-Бузька школа механізації сільського господарства.
У кінці 1953 року на базі Кам’янка-Бузької школи механізації сільського господарства було організоване училище механізації сільського господарства № 2 і передано в управління трудових резервів. Підстава постанова вересневого Пленуму ЦК КПРС і Постанова Ради Міністрів СРСР від 16 грудня 1953 року за № 2954.
У грудні 1963 року наказом начальника Львівського міжобласного управління профтехосвіти училище було перейменоване в сільське професійно-технічне училище № 2, і стало підпорядковуватися Львівському обласному управлінню профтехосвіти, Головного управління профтехосвіти при Раді Міністрів УРСР.
З 1973 року навчальний заклад розпочав підготовку трактористів-машиністів широкого профілю. Училище з СПТУ № 2 перейменоване в ССПТУ №2 (Сільське середнє професійно-технічне училище).
У зв’язку з реорганізацією і відповідно до наказу Львівського обласного управління № 328 від 13.08.1984 року ССПТУ №2 перейменовано в СПТУ №71 (Середнє професійно-технічне училище).
Наказом Міністерства народної освіти УРСР за № 158 від 16.07.1990р. Кам’янка-Бузьке СПТУ №71 реорганізоване у ВПУ № 71 м. Кам'янка-Бузька (Вище професійне училище).
Наказом Міносвіти України за № 215 від 19.07.1995р. ВПУ № 71 м. Кам'янка-Бузька внесено до Державного реєстру закладів освіти України.

## Спеціальності
Навчальний заклад здійснює підготовку кваліфікованих робітників з таких професій:
·
- Тракторист-машиніст сільськогосподарського виробництва (категорії "А”, "В”, "С”),Водій автотранспортних засобів (категорії "С"),Слюсар-ремонтник
- Муляр, Маляр, Штукатур
- Кухар, Офіціант
- Оператор комп’ютерного набору, Обліковець (реєстрація бухгалтерських даних)

ВПУ 71 м. Кам'янка-Бузька також здійснює підготовку молодших спеціалістів за спеціальністю «Експлуатація та ремонт машин і обладнання агропромислового виробництва».

## Матеріально-технічна база
Училище розташоване в навчальному комплексі, до складу якого входять: два навчальні корпуси  потужністю 750 уч. місць, адміністративно-господарський корпус, гуртожиток, майстерні.
У навчальному комплексі розміщено 23 навчальні кабінети, 4 навчально-виробничі майстерні, 5 лабораторій, бібліотека, 2 спортивні зали, тренажерний зал, трактородром, стадіон, автодром, пункт технічного обслуговування, навчальне господарство.

## Випускники
- Цікало Богдан Богданович (1990 — 2014) — український військовик, начальник радіостанції 2-го механізованого батальйону 24-ї Залізної імені князя Данила Галицького окремої механізованої бригади Сухопутних військ Збройних сил України. Кавалер ордена «За мужність» ІІІ ступня (14.03.2015; посмертно).
- Грачов Сергій Валерійович (1973 — 2014) — боєць 5-ї роти Добровольчого батальйону патрульної служби міліції особливого призначення «Дніпро-1». Активний учасник Революції Гідності. Загинув у бою з російськими бойовиками біля с. Піски (Ясинуватський район) під Донецьком.
- Саксін Андрій Михайлович (1973 — 2014) — солдат Збройних сил України, загинув під час прориву з оточення під Іловайськом.
- Жуков Дмитро Сергійович (1978 — 2014) — підполковник (посмертно) Збройних сил України, учасник російсько-української війни.
- Ємельянов Ігор Володимирович (1990) — старший солдат Збройних сил України, нагороджений орденом «За мужність» III ступеня.